# Елпайн (Аризона)
Алпайн (англ. Alpine) — переписна місцевість (CDP) в США, в окрузі Апачі штату Аризона. Населення — 146 осіб (2020).

## Географія
Алпайн розташований за координатами 33°50′44″ пн. ш. 109°8′37″ зх. д. / 33.84556° пн. ш. 109.14361° зх. д. (33.845509, -109.143719). За даними Бюро перепису населення США в 2010 році переписна місцевість мала площу 1,56 км², з яких 1,56 км² — суходіл та 0,00 км² — водойми.

### Клімат
| Клімат : Алпайн         | Клімат : Алпайн | Клімат : Алпайн | Клімат : Алпайн | Клімат : Алпайн | Клімат : Алпайн | Клімат : Алпайн | Клімат : Алпайн | Клімат : Алпайн | Клімат : Алпайн | Клімат : Алпайн | Клімат : Алпайн | Клімат : Алпайн | Клімат : Алпайн |
| Показник                | Січ.            | Лют.            | Бер.            | Квіт.           | Трав.           | Черв.           | Лип.            | Серп.           | Вер.            | Жовт.           | Лист.           | Груд.           | Рік             |
| Абсолютний максимум, °C | 22,2            | 22,2            | 23,3            | 26,1            | 33,3            | 34,4            | 34,4            | 31,1            | 30,6            | 30,0            | 25,0            | 22,2            | 34,4            |
| Середній максимум, °C   | 7,1             | 8,7             | 11,3            | 15,4            | 19,8            | 25,3            | 25,8            | 24,1            | 21,8            | 17,0            | 11,4            | 7,9             | 16,3            |
| Середній мінімум, °C    | −10,3           | −8,5            | −6,2            | −4,2            | −1,3            | 2,5             | 7,1             | 6,6             | 3,0             | −2,3            | −6,8            | −9,9            | −2,6            |
| Абсолютний мінімум, °C  | −35,6           | −33,3           | −31,7           | −21,1           | −13,3           | −10,6           | −2,8            | −1,7            | −8,3            | −18,3           | −27,8           | −33,3           | −35,6           |
| Норма опадів, мм        | 34              | 33              | 33              | 16              | 19              | 22              | 87              | 114             | 61              | 60              | 37              | 34              | 550             |
| Днів з опадами          | 6,2             | 6,2             | 6,7             | 4,7             | 4,9             | 5,3             | 16,5            | 17,4            | 9,7             | 6,8             | 4,5             | 5,1             | 94,0            |
| Днів зі снігом          | 2,2             | 2,3             | 2,1             | 1,0             | 0,1             | 0               | 0               | 0               | 0               | 0,6             | 1,4             | 1,9             | 11,6            |
| ----------------------- | --------------- | --------------- | --------------- | --------------- | --------------- | --------------- | --------------- | --------------- | --------------- | --------------- | --------------- | --------------- | --------------- |
| Джерело: NOAA           |                 |                 |                 |                 |                 |                 |                 |                 |                 |                 |                 |                 |                 |

## Демографія
Згідно з переписом 2010 року, у переписній місцевості мешкало 145 осіб у 81 домогосподарстві у складі 42 родин. Густота населення становила 93 особи/км². Було 205 помешкань (132/км²).
Расовий склад населення:
| - 95,9 % — білих - 0,7 % — корінних американців - 1,4 % — осіб інших рас |

До двох чи більше рас належало 2,1 %. Частка іспаномовних становила 6,2 % від усіх жителів.
За віковим діапазоном населення розподілялося таким чином: 10,3 % — особи молодші 18 років, 61,4 % — особи у віці 18—64 років, 28,3 % — особи у віці 65 років та старші. Медіана віку мешканця становила 58,8 року. На 100 осіб жіночої статі у переписній місцевості припадало 113,2 чоловіків; на 100 жінок у віці від 18 років та старших — 113,1 чоловіків також старших 18 років.
Цивільне працевлаштоване населення становило 52 особи. Основні галузі зайнятості: мистецтво, розваги та відпочинок — 63,5 %, освіта, охорона здоров'я та соціальна допомога — 36,5 %.